# Ryszard Krynicki
Ryszard Krynicki (Sankt Valentin, 28 giugno 1943) è un poeta, editore e traduttore polacco, uno dei più importanti intellettuali della Polonia contemporanea.
Nato nel 1943 nel campo di concentramento di Sankt Valentin, in Austria, i suoi esordi sono legati al movimento Nowa Fala (Nuova Ondata), di cui fecero parte autori accomunati da uno sguardo critico e lucido sul regime, tanto che negli anni 1976-1981 la pubblicazione delle sue opere fu vietata dalla censura del regime. Nel 1988 ha fondato la casa editrice a5, che pubblica poesia contemporanea e il premio Nobel Wisława Szymborska. Ha tradotto, tra gli altri, Bertold Brecht, Nelly Sachs e Paul Celan ed è stato tradotto in tedesco, inglese, ceco, slovacco, bulgaro, ebraico, svedese. Nel 2012 gli è stata dedicata in Italia la raccolta Abitiamo attraverso la pelle edita da Interlinea edizioni, a cura di Francesca Fornari, in occasione del premio alla carriera conferito dal Festival internazionale di Poesia Civile di Vercelli.

## Una citazione
"Cos'è la poesia, cosa salva? / Solo nomi, ombre / di persone e di cose? / Può essere qualcosa di più, più di una voce, impaurita / come il battito di un cuore mortale, / più forte della paura di morte e miseria, una voce / della coscienza? che popoli e uomini, / che disumane guerre e pogrom
non riescono a uccidere né / annientare?" (Ryszard Krynicki).

## Opere in italiano
- Abitiamo attraverso la pelle, a cura di Francesca Fornari, con testo originale polacco a fronte, Interlinea edizioni, Novara 2012, ISBn 78-88-8212-880-7.
- Il punto magnetico, a cura di Francesca Fornari, Forum Editrice, Udine 2011, ISBN 978-88-8420-675-6.